# Regius Professor of Civil Law (Oxford)
 For alternative betydninger, se Regius Professor of Civil Law. (Se også artikler, som begynder med Regius Professor of Civil Law)
Regius Professorship of Civil Law, indstiftet omtrent 1541, er et af de ældste professorater ved universitetet i Oxford.
Professoratet blev indstiftet af Henrik VIII, som samtidigt instiftede yderligere fire stillinger som Regius Professor.

## Indehavere
- omtrent 1541–1557: John Story (større delen af den tid sammen med andre)
- 1546–1553: Robert Weston (sammen med John Story)
- 1553–1559: William Aubrey (i begyndelsen sammen med John Story)
- 1559–1566: John Griffith
- 1566–1577: Robert Lougher
- 1577–1586: Griffith Lloyd
- 1586–1587: William Mowse
- 1587–1608: Alberico Gentili
- 1611–1620: John Budden
- 1620–1661: Richard Zouch
- 1661–1712: Giles Sweit
- 1672–1712: Thomas Bouchier
- 1712–1736: James Bouchier
- 1736-1752: Henry Brooke
- 1753–1767: Herbert Jenner
- 1767–1789: Robert Vansittart
- 1789–1796: Thomas Francis Wenman
- 1796–1809: French Laurence
- 1809–1855: Joseph Phillimore
- 1855–1870: Sir Travers Twiss
- 1870–1893: James Bryce
- 1893–1919: Henry Goudy
- 1919–1948: Francis de Zulueta
- 1955–1970: David Daube
- 1971–1988: Tony Honoré
- 1989–2004: Peter Birks
- 2006–2014: Boudewijn Sirks
- 2015–: Wolfgang Ernst